# Dobson Dome
Dobson Dome är en bergstopp i Antarktis. Den ligger i Västantarktis. Argentina, Chile och Storbritannien gör anspråk på området. Toppen på Dobson Dome är 950 meter över havet.
Terrängen runt Dobson Dome är huvudsakligen kuperad. Trakten är obefolkad. Det finns inga samhällen i närheten.